# (16822) 1997 VA5
1997 في أي 5 (ويعرف أيضًا باسم (16822) 1997 في أي 5 وفق تسمية الكوكب الصغير) (بالإنجليزية: 1997 VA5)‏ هو كويكب ضمن حزام الكويكبات؛ وترتيبه 16822 من حيث الاكتشاف.
اكتُشف هذا الجُرم الفلكي بواسطة تاكيشي أوراتا ‏ في 5 نوفمبر 1997.

## وصلات خارجية
- (16822) 1997 VA5 في قاعدة بيانات مختبر الدفع النفاث لأجرام النظام الشمسي الصغيرة

- الاكتشاف · مخطط المدار ·  العناصر المدارية · المعلمات المادية

- (16822) 1997 VA5 على موقع ويكي سكاي: DSS2, SDSS, GALEX, IRAS, Hydrogen α, X-Ray, Astrophoto, Sky Map, Articles and images